# Electropop
L'electropop o technopop és un estil particular de synth pop que va florir al principi dels anys 1980, encara que els primers enregistraments es van realitzar a finals dels anys 1970. Molts conjunts musicals han continuat usant aquest tipus de so als anys 1990 i als anys 2000. L'electropop es caracteritza sovint per un so electrònic i repetitiu.
Les cançons electre pop són en el fons cançons pops, amb melodies i ritmes simples i enganxosos, però que es diferencien de les cançons de música balli que el gènere electropop ajudo a inspirar - techno, dub, house, electroclash, etc. A l'electropop s'emfatitza la composició musical per sobre de la capacitat de ball. L'electropop està relacionat amb el moviment Neo Romàntic de començaments dels anys 1980, i els moviments synthpop i electroclash a partir dels anys 1990.
Ha anat fent-se més popular, plasmat en artistes com Justin Timberlake, Britney Spears, Kylie Minogue, Madonna i grups mexicans com Belanova i Moenia i a l'Argentina per Lourdes i grups irlandesos com two door cinema club.